# جون رينز
جون رينز (بالإنجليزية: John Raines)‏ هو محامي وسياسي أمريكي، ولد في 6 مايو 1840 في جنيف في الولايات المتحدة، وتوفي في 16 ديسمبر 1909 في كاناداياغو في الولايات المتحدة. حزبياً، نشط في الحزب الجمهوري. وقد انتخب عضو جمعية ولاية نيويورك وانتخب عضو مجلس ولاية نيويورك وانتخب عضو مجلس النواب الأمريكي.